# Pierre Bourda
Pierre Bourda, né le 1er juillet 1912 à Vic-en-Bigorre et mort le 1er novembre 1991 à Toulouse, est un homme politique français.

## Biographie
Avocat au barreau de Tarbes, président fédéral du parti radical-socialiste (1951-1973), conseiller général de Vic-en-Bigorre (1949-1955), puis d'Ossun (1955-1967), sénateur en 1958-1959 et de 1965 à 1974. Responsable de la Fédération des œuvres laïques et de la Fédération de chasse et de pêche des Hautes-Pyrénées.

## Détail des fonctions et des mandats
Mandats locaux
- 1949 - 1955 : Conseiller général du canton de Vic-en-Bigorre
- 1955 - 1961 : Conseiller général du canton d'Ossun
- 1961 - 1967 : Conseiller général du canton d'Ossun

Mandats parlementaires
- 8 juin 1958 - 26 avril 1959 : Sénateur des Hautes-Pyrénées
- 26 septembre 1965 - 1er octobre 1974 : Sénateur des Hautes-Pyrénées